# Indukti
Indukti foi uma banda de folk metal/metal progressivo formada no ano de 1999 em Varsóvia, Polônia. O vocalista Mariusz Duda, da banda conterrânea Riverside, cantou no primeiro álbum do Indukti, S.U.S.A.R.. A última apresentação do Indukti ocorreu em 10 de abril de 2011.

## Membros
- Piotr Kocimski – guitarra, instrumentos étnicos
- Maciej Jaśkiewicz – guitarra, matemático de som
- Andrzej Kaczyński – baixo, contrabaixo
- Wawrzyniec Dramowicz – percussão
- Ewa Jabłońska – violino

## Discografia
- Mytrwa (2002, EP)
- S.U.S.A.R. (2004)
- Mutum (2008, EP)
- Idmen (2009)